# A Rangers FC 2011–2012-es szezonja
Ez a szócikk a skót Rangers FC 2011–2012-es szezonjáról szól, mely a 115. volt a csapat megalapítása óta. A szezon 2011. július 7-én kezdődött a német Sportfreunde Lotto elleni 0–1-es barátságos mérkőzéssel. Az első tétmérkőzés a Hearts elleni hazai 1–1-es döntetlen volt a skót bajnokság első fordulójában július 23-án. Az SPL alapszakaszának végén a St. Mirrent fogadták 2012. április 7-én, a felsőházi rájátszásnak pedig május 13-án lett vége.
A Rangers a bajnokság 38 fordulója során követően 83 pontot szerzett, de még 2012. február 14-én 10 pontot levontak a csapattól az ellenük indított csődeljárás miatt. Így a második helyen végeztek a tabellán a városi rivális Celtic mögött 20 ponttal lemaradva és 11 ponttal megelőzve a Motherwell együttesét. 77 szerzett és 28 kapott góllal +49-es gólkülönbséggel zártak. Mivel március 31-éig nem tudták felszámolni a csődöt, a 2012–13-as szezonban nem szerepelhetnek nemzetközi kupaporondon. A csapat felvásárlásáról csak május
A csapat az előző szezonban megnyerte a Scottish Premier League-et, így indulhattak a Bajnokok Ligája 3. selejtezőkörében, ahol azonban a Malmö búcsúztatta őket 1–2-es összesítéssel. Így az Európa-ligába kerültek, ahonnan 2–3-mal estek ki a Maribor ellenfeleként.
A Skót Kupában a negyedik körben kezdtek 2012. január 8-án, az Arbroath elleni 4–0-s győzelemmel jutottak tovább. Következő ellenfelüktől, a Dundee Unitedtól február 5-én 0–2-es vereséget szenvedtek, így kiestek a kupából.
A Skót Ligakupából az első meccsen, 2011. szeptember 21-én a Falkirk otthonában 2–3-ra kikaptak.

## Játékosok

### Felnőtt keret
| No. |                     | Poszt | Játékos                                |
| --- | ------------------- | ----- | -------------------------------------- |
| 1   | Skócia              | K     | Allan McGregor                         |
| 2   | Románia             | V     | Dorin Goian (júliustól)                |
| 3   | Skócia              | V     | David Weir (csapatkapitány) (januárig) |
| 4   | Skócia              | V     | Kirk Broadfoot                         |
| 5   | Bosznia-Hercegovina | V     | Saša Papac                             |
| 6   | Skócia              | KP    | Lee McCulloch                          |
| 7   | USA                 | KP    | Maurice Edu                            |
| 8   | Észak-Írország      | KP    | Steven Davis (csapatkapitány)          |
| 9   | Horvátország        | CS    | Nikica Jelavić (januárig)              |
| 11  | Észak-Írország      | CS    | Kyle Lafferty                          |
| 12  | Skócia              | V     | Lee Wallace (júliustól)                |
| 14  | Skócia              | KP    | Steven Naismith                        |
| 15  | Észak-Írország      | CS    | David Healy                            |
| 16  | Skócia              | V     | Steven Whittaker                       |
| 18  | USA                 | V     | Carlos Bocanegra (augusztustól)        |
| 19  | Anglia              | CS    | James Beattie (szeptemberig)           |
| 19  | Nigéria             | KP    | Sone Aluko (novembertől)               |
| 20  | Ausztrália          | KP    | Matt McKay (augusztustól)              |

| No. |                | Poszt | Játékos                                 |
| --- | -------------- | ----- | --------------------------------------- |
| 21  | USA            | KP    | Alejandro Bedoya (augusztustól)         |
| 22  | Anglia         | V     | Kyle Bartley (kölcsönben az Arsenaltól) |
| 23  | Skócia         | V     | Jordan McMillan (januárig)              |
| 24  | Algéria        | V     | Madzsíd Búgera (augusztusig)            |
| 24  | Svédország     | KP    | Mervan Çelik (januártól)                |
| 25  | Skócia         | K     | Neil Alexander                          |
| 26  | Skócia         | KP    | Jamie Ness                              |
| 27  | Skócia         | KP    | Gregg Wylde                             |
| 28  | Franciaország  | CS    | Salim Kerkar                            |
| 30  | Skócia         | K     | Scott Gallacher                         |
| 32  | Skócia         | V     | Ross Perry                              |
| 33  | Norvégia       | KP    | Thomas Kind Bendiksen (januárig)        |
| 34  | Észak-Írország | CS    | Andrew Little                           |
| 37  | Észak-Írország | V     | Chris Hegarty                           |
| 38  | Anglia         | CS    | Kane Hemmings                           |
| 40  | Észak-Írország | KP    | Andrew Mitchell                         |
| 41  | Skócia         | KP    | Rhys McCabe                             |
| 58  | Skócia         | KP    | Lewis MacLeod                           |

### Kölcsönben lévő játékosok
| No. |               | Poszt | Játékos |
| --- | ------------- | ----- | --- |
| 35  | Skócia        | KP    | Kyle Hutton (a Partick Thistle-nél a 2011–12-es szezon végéig) (a Dunfermline Athleticnél 2012. január 31-étől a 2011–12-es szezon végéig) |
| 36  | Skócia        | V     | Darren Cole (a Partick Thistle-nél 2012. január 2-ától a 2011–12-es szezon végéig)                                                         |
| —   | Skócia        | CS    | Kal Naismith (a Partick Thistle-nél a 2011–12-es szezon végéig)                                                                            |
| 10  | Skócia        | KP    | John Fleck (a Blackpoolnál 2012. január 19-étől a 2011–12-es szezon végéig)                                                                |
| 17  | Spanyolország | KP    | Juanma Ortiz (júliustól) (az Almeríánál 2012. január 31-étől a 2011–12-es szezon végéig)                                                   |

## Átigazolások

### Érkezők
| Dátum               | Név              | Nemzetiség | Poszt              | Honnan        | Ár         |
| ------------------- | ---------------- | ---------- | ------------------ | ------------- | ---------- |
| 2011. július 6.     | Juanma Ortiz     | spanyol    | szélső középpályás | Almería       | £500 000   |
| 2011. július 21.    | Lee Wallace      | skót       | balhátvéd          | Hearts        | £1 500 000 |
| 2011. július 26.    | Dorin Goian      | román      | középhátvéd        | Palermo       | £800 000   |
| 2011. augusztus 17. | Alejandro Bedoya | amerikai   | középpályás        | Örebro        | £500 000   |
| 2011. augusztus 18. | Carlos Bocanegra | amerikai   | középhátvéd        | Saint-Étienne | £700 000   |
| 2011. augusztus 19. | Matt McKay       | ausztrál   | szélső középpályás | Brisbane Roar | £320 000   |
| 2011. november 24.  | Sone Aluko       | nigériai   | középpályás        | Aberdeen      |            |
| 2012. január 20.    | Mervan Çelik     | svéd       | középpályás        | GAIS          |            |

### Távozók
| Dátum               | Név                   | Nemzetiség | Poszt       | Hova                 | Ár         |
| ------------------- | --------------------- | ---------- | ----------- | -------------------- | ---------- |
| 2011. augusztus 10. | Madzsíd Búgera        | algériai   | középhátvéd | Lekhwiya SC          | ismeretlen |
| 2011. szeptember 1. | James Beattie         | angol      | csatár      |                      | ismeretlen |
| 2012. január 3.     | Thomas Kind Bendiksen | norvég     | középpályás | Tromsø               | ingyen     |
| 2012. január 19.    | David Weir            | skót       | középhátvéd |                      | ingyen     |
| 2012. január 31.    | Nikica Jelavić        | horvát     | csatár      | Everton              | £5 500 000 |
| 2012. január 31.    | Jordan McMillan       | skót       | hátvéd      | Dunfermline Athletic |            |

## Mérkőzések

### Barátságos találkozók
| 2011. július 7. 19:00 (CEST) |

| Sportfreunde Lotte | 1 – 0               | Rangers |
| ------------------ | ------------------- | ------- |
| Engelmann 52'      | (0 – 0) Jegyzőkönyv |         |

| ConnectM-Arena, Lotte (Németország) Nézőszám: 977 |

| 2011. július 9. 15:30 (CEST) |

| Bochum                          | 3 – 0               | Rangers |
| ------------------------------- | ------------------- | ------- |
| Ginczek 63' Aydın 73' Jahja 80' | (0 – 0) Jegyzőkönyv |         |

| Rewirpowerstadion, Bochum (Németország) Nézőszám: 5400 Játékvezető: Christian Fischer |

| 2011. július 13. 18:30 (CEST) |

| Bayer Leverkusen                    | 2 – 0               | Rangers |
| ----------------------------------- | ------------------- | ------- |
| Barnetta 13' Ballack 80' (11-esből) | (1 – 0) Jegyzőkönyv |         |

| Takko-Stadion, Telgte (Németország) |

| 2011. július 16. 14:00 (WEST) |

| Linfield    | 1 – 4               | Rangers                                         |
| ----------- | ------------------- | ----------------------------------------------- |
| Carvill 29' | (1 – 1) Jegyzőkönyv | Ortiz 20' Naismith 67' Jelavić 78' Hemmings 84' |

| Windsor Park, Belfast (Észak-Írország) Nézőszám: 9000 Játékvezető: Trevor Moutray |

| 2011. július 19. 19:30 (WEST) |

| Blackpool | 0 – 2               | Rangers       |
| --------- | ------------------- | ------------- |
|           | (0 – 2) Jegyzőkönyv | Davis 35' 43' |

| Bloomfield Road, Blackpool (Anglia) Játékvezető: Neil Swarbrick |

| 2011. augusztus 6. 17:30 (WEST) |

| Rangers    | 1 – 3               | Chelsea                       |
| ---------- | ------------------- | ----------------------------- |
| Jelavić 7' | (1 – 2) Jegyzőkönyv | Sturridge 22' 30' Malouda 72' |

| Ibrox Stadion, Glasgow (Skócia) Nézőszám: 47 379 Játékvezető: Craig Thomson |

| 2011. október 18. 19:30 (WEST) |

| Rangers       | 1 – 0               | Liverpool |
| ------------- | ------------------- | --------- |
| McCulloch 20' | (1 – 0) Jegyzőkönyv |           |

| Ibrox Stadion, Glasgow (Skócia) |

| 2011. november 29. |

| Hamburg           | 2 – 1   | Rangers       |
| ----------------- | ------- | ------------- |
| Iličević Szon 81' | (1 – 0) | Bendiksen 70' |

| Imtech Arena, Hamburg (Németország) |

| 2012. május 7. 14:00 (WEST) |

| Linfield | 0 – 2               | Rangers                |
| -------- | ------------------- | ---------------------- |
|          | (0 – 0) Jegyzőkönyv | Bedoya 56' B. McKay ?' |

| Windsor Park, Belfast (Észak-Írország) Nézőszám: 8000 |

### Scottish Premier League
| 2011. július 23. 12:30 (WEST) |

| Rangers      | 1 – 1               | Heart of Midlothian |
| ------------ | ------------------- | ------------------- |
| Naismith 58' | (0 – 1) Jegyzőkönyv | Obua 16'            |

| Ibrox Stadion, Glasgow (Skócia) Nézőszám: 49 083 Játékvezető: Calum Murray |

| 2011. július 30. 12:00 (WEST) |

| St. Johnstone | 0 – 2               | Rangers                  |
| ------------- | ------------------- | ------------------------ |
|               | (0 – 1) Jegyzőkönyv | Naismith 31' Jelavić 50' |

| McDiarmid Park, Perth (Skócia) Nézőszám: 6459 Játékvezető: Alan Muir |

| 2011. augusztus 13. 12:45 (WEST) |

| Inverness Caledonian Thistle | 0 – 2               | Rangers                        |
| ---------------------------- | ------------------- | ------------------------------ |
| Tokely 59′                   | (0 – 0) Jegyzőkönyv | Jelavić 60' (11-esből) Edu 68' |

| Caledonian Stadion, Inverness (Skócia) Nézőszám: 6623 Játékvezető: Euan Norris |

| 2011. augusztus 21. 14:15 (WEST) |

| Motherwell | 0 – 3               | Rangers                               |
| ---------- | ------------------- | ------------------------------------- |
|            | (0 – 2) Jegyzőkönyv | Naismith 21' Lafferty 45+1' Wylde 85' |

| Fir Park, Motherwell (Skócia) Nézőszám: 10 092 Játékvezető: Craig Thomson |

| 2011. augusztus 28. 15:00 (WEST) |

| Rangers                  | 2 – 0               | Aberdeen |
| ------------------------ | ------------------- | -------- |
| Davis 15' Naismith 90+2' | (1 – 0) Jegyzőkönyv |          |

| Ibrox Stadion, Glasgow (Skócia) Nézőszám: 44 070 Játékvezető: Iain Brines |

| 2011. szeptember 10. 12:30 (WEST) |

| Dundee United | 0 – 1               | Rangers      |
| ------------- | ------------------- | ------------ |
| Russell 29′   | (0 – 0) Jegyzőkönyv | Lafferty 61' |

| Tannadice Park, Dundee (Skócia) Nézőszám: 10 156 Játékvezető: Calum Murray |

| 2011. szeptember 18. 12:30 (WEST) |

| Rangers                                     | 4 – 2               | Celtic                                     |
| ------------------------------------------- | ------------------- | ------------------------------------------ |
| Naismith 23' 90+3' Jelavić 55' Lafferty 67' | (1 – 2) Jegyzőkönyv | Hooper 34' el-Kadduri 41' Mulgrew 15′, 74′ |

| Ibrox Stadion, Glasgow (Skócia) Nézőszám: 50 221 Játékvezető: Craig Thomson |

| 2011. szeptember 24. 12:45 (WEST) |

| Dunfermline Athletic | 0 – 4               | Rangers                               |
| -------------------- | ------------------- | ------------------------------------- |
|                      | (0 – 2) Jegyzőkönyv | Bocanegra 9' Edu 17' Naismith 51' 81' |

| East End Park, Dunfermline (Skócia) Nézőszám: 7577 Játékvezető: Iain Brines |

| 2011. szeptember 27. 19:45 (WEST) |

| Rangers               | 2 – 0               | Kilmarnock |
| --------------------- | ------------------- | ---------- |
| Jelavić 64' Wylde 66' | (0 – 0) Jegyzőkönyv |            |

| Ibrox Stadion, Glasgow (Skócia) Nézőszám: 43 761 Játékvezető: William Collum |

| 2011. október 1. 15:00 (WEST) |

| Rangers      | 1 – 0               | Hibernian |
| ------------ | ------------------- | --------- |
| Lafferty 68' | (0 – 0) Jegyzőkönyv |           |

| Ibrox Stadion, Glasgow (Skócia) Nézőszám: 44 430 Játékvezető: Stevie O'Reilly |

| 2011. október 15. 15:00 (WEST) |

| Rangers     | 1 – 1               | St. Mirren  |
| ----------- | ------------------- | ----------- |
| Jelavić 48' | (0 – 0) Jegyzőkönyv | Teale 90+5' |

| Ibrox Stadion, Glasgow (Skócia) Nézőszám: 47 034 Játékvezető: Crawford Allan |

| 2011. október 23. 12:30 (WEST) |

| Heart of Midlothian | 0 – 2               | Rangers                  |
| ------------------- | ------------------- | ------------------------ |
|                     | (0 – 1) Jegyzőkönyv | Naismith 21' Jelavić 74' |

| Tynecastle Stadion, Edinburgh (Skócia) Nézőszám: 15 495 Játékvezető: Calum Murray |

| 2011. október 29. 12:00 (WEST) |

| Aberdeen              | 1 – 2               | Rangers                             |
| --------------------- | ------------------- | ----------------------------------- |
| Foster 82' Fallon 90′ | (0 – 0) Jegyzőkönyv | Lafferty 58' Jelavić 69' (11-esből) |

| Pittodrie Stadion, Aberdeen (Skócia) Nézőszám: 15 468 Játékvezető: William Collum |

| 2011. november 5. 15:00 (WET) |

| Rangers                        | 3 – 1               | Dundee United |
| ------------------------------ | ------------------- | ------------- |
| Jelavić 19' 63' (11-esből) 82' | (1 – 0) Jegyzőkönyv | Daly 73'      |

| Ibrox Stadion, Glasgow (Skócia) Nézőszám: 45 600 Játékvezető: Brian Winter |

| 2011. november 19. 15:00 (WET) |

| Rangers | 0 – 0               | St. Johnstone |
| ------- | ------------------- | ------------- |
|         | (0 – 0) Jegyzőkönyv |               |

| Ibrox Stadion, Glasgow (Skócia) Nézőszám: 45 279 Játékvezető: Euan Norris |

| 2011. november 27. 15:00 (WET) |

| Kilmarnock  | 1 – 0               | Rangers |
| ----------- | ------------------- | ------- |
| Pascali 81' | (0 – 0) Jegyzőkönyv |         |

| Rugby Park, Kilmarnock (Skócia) Nézőszám: 9506 Játékvezető: Alan Muir |

| 2011. december 3. 15:00 (WET) |

| Rangers                | 2 – 1               | Dunfermline Athletic |
| ---------------------- | ------------------- | -------------------- |
| Keddie 22' Jelavić 29' | (2 – 1) Jegyzőkönyv | Cardle 31'           |

| Ibrox Stadion, Glasgow (Skócia) Nézőszám: 47 305 Játékvezető: Steve Conroy |

| 2011. december 10. 12:30 (WET) |

| Hibernian | 0 – 2               | Rangers                    |
| --------- | ------------------- | -------------------------- |
|           | (0 – 0) Jegyzőkönyv | Jelavić 61' (11-esből) 69' |

| Easter Road, Edinburgh (Skócia) Nézőszám: 11 380 Játékvezető: Iain Brines |

| 2011. december 17. 15:00 (WET) |

| Rangers                    | 2 – 1               | Inverness Caledonian Thistle |
| -------------------------- | ------------------- | ---------------------------- |
| Bocanegra 55' Lafferty 83' | (0 – 0) Jegyzőkönyv | A. Shinnie 67'               |

| Ibrox Stadion, Glasgow (Skócia) Nézőszám: 43 701 Játékvezető: Bobby Madden |

| 2011. december 24. 12:45 (WET) |

| St. Mirren             | 2 – 1               | Rangers     |
| ---------------------- | ------------------- | ----------- |
| Mooy 44' McGowan 45+2' | (2 – 1) Jegyzőkönyv | Wallace 11' |

| St. Mirren Park, Paisley (Skócia) Nézőszám: 6711 Játékvezető: Steven McLean |

| 2011. december 28. 19:45 (WET) |

| Celtic     | 1 – 0               | Rangers |
| ---------- | ------------------- | ------- |
| Ledley 52' | (0 – 0) Jegyzőkönyv |         |

| Celtic Park, Glasgow (Skócia) Nézőszám: 58 658 Játékvezető: William Collum |

| 2012. január 2. 15:00 (WET) |

| Rangers                         | 3 – 0               | Motherwell |
| ------------------------------- | ------------------- | ---------- |
| Healy 35' Aluko 55' Craigan 73' | (1 – 0) Jegyzőkönyv |            |

| Ibrox Stadion, Glasgow (Skócia) Nézőszám: 44 893 Játékvezető: Euan Norris |

| 2012. január 14. 12:30 (WET) |

| St. Johnstone | 1 – 2               | Rangers         |
| ------------- | ------------------- | --------------- |
| Bocanegra 68' | (0 – 1) Jegyzőkönyv | Jelavić 24' 81' |

| McDiarmid Park, Perth (Skócia) Nézőszám: 6577 Játékvezető: Craig Thomson |

| 2012. január 21. 15:00 (WET) |

| Rangers | 1 – 1               | Aberdeen    |
| ------- | ------------------- | ----------- |
| Edu 67' | (0 – 0) Jegyzőkönyv | Árnason 63' |

| Ibrox Stadion, Glasgow (Skócia) Nézőszám: 46 648 Játékvezető: Iain Brines |

| 2012. január 28. 15:00 (WET) |

| Rangers                             | 4 – 0               | Hibernian      |
| ----------------------------------- | ------------------- | -------------- |
| Davis 27' 90+3' Healy 55' Aluko 72' | (1 – 0) Jegyzőkönyv | McPake 6′, 70′ |

| Ibrox Stadion, Glasgow (Skócia) Nézőszám: 44 057 Játékvezető: Charlie Richmond |

| 2012. február 11. 15:00 (WET) |

| Dunfermline Athletic | 1 – 4               | Rangers                                      |
| -------------------- | ------------------- | -------------------------------------------- |
| Kirk 16'             | (1 – 2) Jegyzőkönyv | Healy 24' McCulloch 39' Aluko 71' Kerkar 85' |

| East End Park, Dunfermline (Skócia) Nézőszám: 7464 Játékvezető: Brian Winter |

| 2012. február 18. 15:00 (WET) |

| Rangers   | 0 – 1               | Kilmarnock |
| --------- | ------------------- | ---------- |
| Papac 42′ | (0 – 1) Jegyzőkönyv | Shiels 12' |

| Ibrox Stadion, Glasgow (Skócia) Nézőszám: 50 268 Játékvezető: Iain Brines |

| 2012. február 26. 12:45 (WET) |

| Inverness Caledonian Thistle | 1 – 4               | Rangers                                     |
| ---------------------------- | ------------------- | ------------------------------------------- |
| Williams 40'                 | (1 – 3) Jegyzőkönyv | Davis 6' Aluko 16' Little 36' McCulloch 72' |

| Caledonian Stadion, Inverness (Skócia) Nézőszám: 6416 Játékvezető: William Collum |

| 2012. március 3. 15:00 (WET) |

| Rangers     | 1 – 2               | Heart of Midlothian  |
| ----------- | ------------------- | -------------------- |
| Davis 45+1' | (1 – 0) Jegyzőkönyv | Black 58' Hamill 79' |

| Ibrox Stadion, Glasgow (Skócia) Nézőszám: 47 276 Játékvezető: Allan Crawford |

| 2012. március 17. 12:45 (WEST) |

| Dundee United       | 2 – 1               | Rangers    |
| ------------------- | ------------------- | ---------- |
| Watson 37' Daly 47' | (1 – 0) Jegyzőkönyv | Rankin 60' |

| Tannadice Park, Dundee (Skócia) Nézőszám: 9464 Játékvezető: Brian Winter |

| 2012. március 25. 13:00 (WEST) |

| Rangers                          | 3 – 2               | Celtic                                    |
| -------------------------------- | ------------------- | ----------------------------------------- |
| Aluko 11' Little 72' Wallace 77' | (1 – 0) Jegyzőkönyv | Brown 82' Rogne 90+2' Csa 28′ Wanyama 56′ |

| Ibrox Stadion, Glasgow (Skócia) Nézőszám: 50 191 Játékvezető: Calum Murray |

| 2012. március 31. 12:00 (WEST) |

| Motherwell | 1 – 2               | Rangers                    |
| ---------- | ------------------- | -------------------------- |
| Ojamaa 6'  | (1 – 1) Jegyzőkönyv | Whittaker 9' McCulloch 89' |

| Fir Park, Motherwell (Skócia) Nézőszám: 9063 Játékvezető: Iain Brines |

| 2012. április 7. 15:00 (WEST) |

| Rangers                              | 3 – 1               | St. Mirren                |
| ------------------------------------ | ------------------- | ------------------------- |
| McCulloch 1' Little 40' Lafferty 60' | (2 – 0) Jegyzőkönyv | McGowan 49' Tesselaar 51′ |

| Ibrox Stadion, Glasgow (Skócia) Nézőszám: 46 998 Játékvezető: William Collum |

| 2012. április 21. 15:00 (WEST) |

| Heart of Midlothian | 0 – 3               | Rangers                  |
| ------------------- | ------------------- | ------------------------ |
|                     | (0 – 2) Jegyzőkönyv | Aluko 29' Little 35' 88' |

| Tynecastle Stadion, Edinburgh (Skócia) Nézőszám: 14 842 Játékvezető: Calum Murray |

| 2012. április 29. 12:45 (WEST) |

| Celtic                             | 3 – 0               | Rangers |
| ---------------------------------- | ------------------- | ------- |
| Mulgrew 17' Commons 31' Hooper 54' | (2 – 0) Jegyzőkönyv |         |

| Celtic Park, Glasgow (Skócia) Nézőszám: 58 546 Játékvezető: Calum Murray |

| 2012. május 2. 19:45 (WEST) |

| Rangers                                        | 5 – 0               | Dundee United |
| ---------------------------------------------- | ------------------- | ------------- |
| Whittaker 6' Aluko 17' 20' Ness 57' Bedoya 84' | (3 – 0) Jegyzőkönyv |               |

| Ibrox Stadion, Glasgow (Skócia) Nézőszám: 43 383 Játékvezető: Alan Muir |

| 2012. május 5. 12:45 (WEST) |

| Rangers | 0 – 0               | Motherwell |
| ------- | ------------------- | ---------- |
|         | (0 – 0) Jegyzőkönyv |            |

| Ibrox Stadion, Glasgow (Skócia) Nézőszám: 45 962 Játékvezető: William Collum |

| 2012. május 13. 12:30 (WEST) |

| St. Johnstone | 0 – 4               | Rangers                         |
| ------------- | ------------------- | ------------------------------- |
|               | (0 – 1) Jegyzőkönyv | McCulloch 23' Aluko 56' 62' 73' |

| McDiarmid Park, Perth (Skócia) Nézőszám: 6459 Játékvezető: Bobby Madden |

### Skót Kupa
| 2012. január 8. 12:45 (WET) |

| Arbroath | 0 – 4               | Rangers                                         |
| -------- | ------------------- | ----------------------------------------------- |
|          | (0 – 2) Jegyzőkönyv | Healy 17' Wedderburn 22' Jelavić 59' Kerkar 77' |

| Gayfield Park, Arbroath (Skócia) Nézőszám: 5895 Játékvezető: Calum Murray |

| 2012. február 5. 12:15 (WET) |

| Rangers | 0 – 2               | Dundee United           |
| ------- | ------------------- | ----------------------- |
|         | (0 – 2) Jegyzőkönyv | Gunning 16' Russell 35' |

| Ibrox Stadion, Glasgow (Skócia) Nézőszám: 17 822 Játékvezető: William Collum |

### Skót Ligakupa
| 2011. szeptember 21. 19:45 (WEST) |

| Falkirk                         | 3 – 2               | Rangers               |
| ------------------------------- | ------------------- | --------------------- |
| el-Allagui 57' 73' Millar 90+3' | (0 – 0) Jegyzőkönyv | Goian 83' Jelavić 86' |

| Falkirk Stadion, Falkirk (Skócia) Nézőszám: 6493 Játékvezető: Brian Winter |

### Bajnokok Ligája
| 2011. július 26. 19:45 (WEST) |

| Rangers | 0 – 1               | Malmö       |
| ------- | ------------------- | ----------- |
|         | (0 – 1) Jegyzőkönyv | Larsson 18' |

| Ibrox Stadion, Glasgow (Skócia) Nézőszám: 28 828 Játékvezető: Antonio Miguel Mateu Lahoz (ESP) |

| 2011. augusztus 3. 19:00 (CEST) |

| Malmö     | 1 – 1               | Rangers     |
| --------- | ------------------- | ----------- |
| Hamad 80' | (0 – 1) Jegyzőkönyv | Jelavić 24' |

| Swedbank Stadion, Malmö (Svédország) Nézőszám: 19 084 Játékvezető: Vladiszlav Bezbodorov (RUS) |

### Európa-liga
| 2011. augusztus 18. 20:45 (CEST) |

| Maribor                     | 2 – 1               | Rangers   |
| --------------------------- | ------------------- | --------- |
| Ibraimi 52' Velikonja 90+2' | (0 – 1) Jegyzőkönyv | Ortiz 31' |

| Ljudski vrt Stadion, Maribor (Szlovénia) Nézőszám: 11 000 Játékvezető: Manuel Gräfe (GER) |

| 2011. augusztus 25. 19:30 (WEST) |

| Rangers       | 1 – 1               | Maribor   |
| ------------- | ------------------- | --------- |
| Bocanegra 75' | (0 – 0) Jegyzőkönyv | Volaš 55' |

| Ibrox Stadion, Glasgow (Skócia) Nézőszám: 32 223 Játékvezető: Alekszandar Sztavrev (MKD) |

## Statisztikák
Utolsó elszámolt mérkőzés dátuma: 2012. május 13.

### Kiírások
| Kiírás          | Statisztikák | Statisztikák | Statisztikák | Statisztikák | Statisztikák | Statisztikák | Kezdő forduló   | Végső forduló/ helyezés | Mérkőzések dátumai | Mérkőzések dátumai |
| Kiírás          | M            | GY           | D            | V            | LG–KG        | GK           | Kezdő forduló   | Végső forduló/ helyezés | Első               | Utolsó             |
| --------------- | ------------ | ------------ | ------------ | ------------ | ------------ | ------------ | --------------- | ----------------------- | ------------------ | ------------------ |
| SPL             | 38           | 26           | 5            | 7            | 77–28        | +49          | —               | 2.                      | 2011.08.13.        | 2012.05.13.        |
| Skót Kupa       | 2            | 1            | 0            | 1            | 4–2          | +2           | 4. kör          | 5. kör                  | 2012.01.08.        | 2012.02.05.        |
| Skót Ligakupa   | 1            | 0            | 0            | 1            | 2–3          | –1           | 3. kör          | 3. kör                  | 2011.09.21.        | 2011.09.21.        |
| Bajnokok Ligája | 2            | 0            | 1            | 1            | 1–2          | –1           | 3. selejtezőkör | 3. selejtezőkör         | 2011.07.26.        | 2011.08.03.        |
| Európa-liga     | 2            | 0            | 1            | 1            | 2–3          | –1           | rájátszás       | rájátszás               | 2011.08.18.        | 2011.08.25.        |

### Bajnoki helyezések fordulónként
| Forduló  | 1.  | 2.  | 3.  | 4.  | 5.  | 6.  | 7.  | 8.  | 9.  | 10. | 11. | 12. | 13. | 14. | 15. | 16. | 17. | 18. | 19. |
| -------- | --- | --- | --- | --- | --- | --- | --- | --- | --- | --- | --- | --- | --- | --- | --- | --- | --- | --- | --- |
| Helyszín | O   | I   | I   | I   | O   | I   | O   | I   | O   | O   | O   | I   | I   | O   | O   | I   | O   | I   | O   |
| Eredmény | D   | GY  | GY  | GY  | GY  | GY  | GY  | GY  | GY  | GY  | D   | GY  | GY  | GY  | D   | V   | GY  | GY  | GY  |
| Helyezés | 6.  | 6.  | 1.  | 1.  | 1.  | 1.  | 1.  | 1.  | 1.  | 1.  | 1.  | 1.  | 1.  | 1.  | 1.  | 1.  | 1.  | 1.  | 1.  |
| Forduló  | 20. | 21. | 22. | 23. | 24. | 25. | 26. | 27. | 28. | 29. | 30. | 31. | 32. | 33. | 34. | 35. | 36. | 37. | 38. |
| Helyszín | I   | I   | O   | I   | O   | O   | I   | O   | I   | O   | I   | O   | I   | O   | I   | I   | O   | O   | I   |
| Eredmény | V   | V   | GY  | GY  | D   | GY  | GY  | V   | GY  | V   | V   | GY  | GY  | GY  | GY  | V   | GY  | D   | GY  |
| Helyezés | 1.  | 2.  | 2.  | 2.  | 2.  | 2.  | 2.  | 2.  | 2.  | 2.  | 2.  | 2.  | 2.  | 2.  | 2.  | 2.  | 2.  | 2.  | 2.  |

Magyarázat
- GY: győzelem, D: döntetlen, V: vereség

### Kezdő tizenegy
Csak a tétmérkőzések statisztikái alapján:
| #  | N.                  | P. | Játékos          | Kezdő | Egyéb kezdőjátékosok                                        |
| -- | ------------------- | -- | ---------------- | ----- | ----------------------------------------------------------- |
| 1  | Skócia              | K  | Allan McGregor   | 43    | Neil Alexander: 2                                           |
| 5  | Bosznia-Hercegovina | V  | Saša Papac       | 26    |                                                             |
| 18 | USA                 | V  | Carlos Bocanegra | 34    | Kyle Bartley: 20 Ross Perry: 8                              |
| 2  | Románia             | V  | Dorin Goian      | 38    | Madzsíd Búgera: 4 David Weir: 1                             |
| 16 | Skócia              | V  | Steven Whittaker | 27    | Kirk Broadfoot: 13 Jordan McMillan: 1                       |
| 12 | Skócia              | V  | Lee Wallace      | 31    | Juanma Ortiz: 8 Matt McKay: 2 Andrew Mitchell: 1            |
| 7  | USA                 | KP | Maurice Edu      | 40    | Rhys McCabe: 8 Alejandro Bedoya: 6                          |
| 6  | Skócia              | KP | Lee McCulloch    | 24    | Gregg Wylde: 15 Steven Naismith: 14                         |
| 8  | Észak-Írország      | KP | Steven Davis     | 39    | Jamie Ness: 3 John Fleck: 1                                 |
| 19 | Nigéria             | KP | Sone Aluko       | 21    | Kyle Lafferty: 16 Andrew Little: 6 Thomas Kind Bendiksen: 1 |
| 9  | Horvátország        | CS | Nikica Jelavić   | 26    | David Healy: 9 Salim Kerkar: 5 Mervan Çelik: 1              |

### Pályára lépések
A szezon 45 tétmérkőzésén összesen 34 játékos lépett pályára a Rangers színeiben.
| #  | Nemz.               | Poszt | Játékos               | SPL | Skót Kupa | Skót Ligakupa | BL+EL | Összesen |
| -- | ------------------- | ----- | --------------------- | --- | --------- | ------------- | ----- | -------- |
| 1  | Skócia              | K     | Allan McGregor        | 37  | 2         | 0             | 2+2   | 43       |
| 7  | USA                 | KP    | Maurice Edu           | 36  | 2         | 0             | 2+2   | 42       |
| 8  | Észak-Írország      | KP    | Steven Davis          | 33  | 1         | 1             | 2+2   | 39       |
| 2  | Románia             | V     | Dorin Goian           | 33  | 2         | 1             | 0+2   | 38       |
| 18 | USA                 | V     | Carlos Bocanegra      | 29  | 2         | 1             | 0+2   | 34       |
| 12 | Skócia              | V     | Lee Wallace           | 28  | 2         | 0             | 2+2   | 34       |
| 6  | Skócia              | KP    | Lee McCulloch         | 25  | 0         | 1             | 2+1   | 29       |
| 9  | Horvátország        | CS    | Nikica Jelavić        | 22  | 1         | 1             | 2+2   | 28       |
| 16 | Skócia              | V     | Steven Whittaker      | 25  | 0         | 1             | 1+0   | 27       |
| 5  | Bosznia-Hercegovina | V     | Saša Papac            | 21  | 2         | 1             | 2+0   | 26       |
| 27 | Skócia              | KP    | Gregg Wylde           | 21  | 2         | 1             | 0+1   | 25       |
| 11 | Észak-Írország      | CS    | Kyle Lafferty         | 21  | 0         | 1             | 0+2   | 24       |
| 19 | Nigéria             | KP    | Sone Aluko            | 21  | 2         | 0             | 0+0   | 23       |
| 22 | Anglia              | V     | Kyle Bartley          | 19  | 2         | 0             | 0+0   | 21       |
| 4  | Skócia              | V     | Kirk Broadfoot        | 16  | 0         | 0             | 0+2   | 18       |
| 28 | Franciaország       | CS    | Salim Kerkar          | 15  | 2         | 0             | 0+0   | 17       |
| 14 | Skócia              | KP    | Steven Naismith       | 11  | 0         | 1             | 2+1   | 15       |
| 15 | Észak-Írország      | CS    | David Healy           | 11  | 2         | 1             | 0+1   | 15       |
| 17 | Spanyolország       | KP    | Juanma Ortiz          | 10  | 0         | 0             | 2+2   | 14       |
| 32 | Skócia              | V     | Ross Perry            | 13  | 0         | 0             | 0+1   | 14       |
| 21 | USA                 | KP    | Alejandro Bedoya      | 13  | 0         | 1             | 0+0   | 14       |
| 34 | Észak-Írország      | CS    | Andrew Little         | 9   | 1         | 0             | 0+0   | 10       |
| 41 | Skócia              | KP    | Rhys McCabe           | 9   | 0         | 0             | 0+0   | 9        |
| 24 | Svédország          | KP    | Mervan Çelik          | 5   | 1         | 0             | 0+0   | 6        |
| 26 | Skócia              | KP    | Jamie Ness            | 5   | 0         | 0             | 0+0   | 5        |
| 10 | Skócia              | KP    | John Fleck            | 4   | 1         | 0             | 0+0   | 5        |
| 38 | Anglia              | CS    | Kane Hemmings         | 4   | 0         | 0             | 1+0   | 5        |
| 24 | Algéria             | V     | Madzsíd Búgera        | 2   | 0         | 0             | 2+0   | 4        |
| 20 | Ausztrália          | KP    | Matt McKay            | 4   | 0         | 0             | 0+0   | 4        |
| 23 | Skócia              | V     | Jordan McMillan       | 2   | 1         | 0             | 0+0   | 3        |
| 25 | Skócia              | K     | Neil Alexander        | 1   | 0         | 1             | 0+0   | 2        |
| 40 | Észak-Írország      | KP    | Andrew Mitchell       | 2   | 0         | 0             | 0+0   | 2        |
| 33 | Norvégia            | KP    | Thomas Kind Bendiksen | 2   | 0         | 0             | 0+0   | 2        |
| 3  | Skócia              | V     | David Weir            | 1   | 0         | 0             | 0+0   | 1        |

### Gólok
A szezon 45 tétmérkőzésén 16 játékos összesen 82 gólt szerzett, öngólokkal együtt pedig 86-ot.
| #        | Nemz.          | Poszt    | Játékos          | SPL | Skót Kupa | Skót Ligakupa | BL+EL | Összesen |
| -------- | -------------- | -------- | ---------------- | --- | --------- | ------------- | ----- | -------- |
| 9        | Horvátország   | CS       | Nikica Jelavić   | 15  | 1         | 1             | 1+0   | 18       |
| 19       | Nigéria        | KP       | Sone Aluko       | 11  | 0         | 0             | 0+0   | 11       |
| 14       | Skócia         | CS       | Steven Naismith  | 9   | 0         | 0             | 0+0   | 9        |
| 11       | Észak-Írország | CS       | Kyle Lafferty    | 7   | 0         | 0             | 0+0   | 7        |
| 34       | Észak-Írország | CS       | Andrew Little    | 5   | 0         | 0             | 0+0   | 5        |
| 8        | Észak-Írország | KP       | Steven Davis     | 5   | 0         | 0             | 0+0   | 5        |
| 6        | Skócia         | KP       | Lee McCulloch    | 5   | 0         | 0             | 0+0   | 5        |
| 15       | Észak-Írország | CS       | David Healy      | 3   | 1         | 0             | 0+0   | 4        |
| 18       | USA            | V        | Carlos Bocanegra | 2   | 0         | 0             | 0+1   | 3        |
| 7        | USA            | KP       | Maurice Edu      | 3   | 0         | 0             | 0+0   | 3        |
| 28       | Franciaország  | KP       | Salim Kerkar     | 1   | 1         | 0             | 0+0   | 2        |
| 16       | Skócia         | V        | Steven Whittaker | 2   | 0         | 0             | 0+0   | 2        |
| 27       | Skócia         | KP       | Gregg Wylde      | 2   | 0         | 0             | 0+0   | 2        |
| 12       | Skócia         | V        | Lee Wallace      | 2   | 0         | 0             | 0+0   | 2        |
| 26       | Skócia         | KP       | Jamie Ness       | 1   | 0         | 0             | 0+0   | 1        |
| 17       | Spanyolország  | KP       | Juanma Ortiz     | 0   | 0         | 0             | 0+1   | 1        |
| 2        | Románia        | V        | Dorin Goian      | 0   | 0         | 1             | 0+0   | 1        |
| Összesen | Összesen       | Összesen | Összesen         | 74  | 3         | 2             | 1+2   | 82       |

### Lapok
A szezon 45 tétmérkőzésén 23 játékos összesen 97 lapot kapott.
| #        | Nemz.               | Poszt    | Játékos          | SPL       | SPL                                  | SPL       | Skót Kupa | Skót Kupa                            | Skót Kupa | Skót Ligakupa | Skót Ligakupa                        | Skót Ligakupa | BL+EL     | BL+EL                                | BL+EL     | Összesen  | Összesen                             | Összesen  |
| #        | Nemz.               | Poszt    | Játékos          | Sárga lap | sárga lap · 2. sárga lap · kiállítva | kiállítva | Sárga lap | sárga lap · 2. sárga lap · kiállítva | kiállítva | Sárga lap     | sárga lap · 2. sárga lap · kiállítva | kiállítva     | Sárga lap | sárga lap · 2. sárga lap · kiállítva | kiállítva | Sárga lap | sárga lap · 2. sárga lap · kiállítva | kiállítva |
| -------- | ------------------- | -------- | ---------------- | --------- | ------------------------------------ | --------- | --------- | ------------------------------------ | --------- | ------------- | ------------------------------------ | ------------- | --------- | ------------------------------------ | --------- | --------- | ------------------------------------ | --------- |
| 2        | Románia             | V        | Dorin Goian      | 9         | 1                                    | 0         | 1         | 0                                    | 0         | 0             | 0                                    | 0             | 0+0       | 0+0                                  | 0+0       | 10        | 1                                    | 0         |
| 7        | USA                 | KP       | Maurice Edu      | 7         | 1                                    | 0         | 1         | 0                                    | 0         | 0             | 0                                    | 0             | 1+0       | 0+0                                  | 0+0       | 9         | 1                                    | 0         |
| 18       | USA                 | V        | Carlos Bocanegra | 7         | 0                                    | 1         | 1         | 0                                    | 0         | 0             | 0                                    | 0             | 0+0       | 0+0                                  | 0+0       | 8         | 0                                    | 1         |
| 6        | Skócia              | KP       | Lee McCulloch    | 4         | 0                                    | 1         | 0         | 0                                    | 0         | 1             | 0                                    | 0             | 1+0       | 0+0                                  | 0+0       | 6         | 0                                    | 1         |
| 11       | Észak-Írország      | CS       | Kyle Lafferty    | 5         | 0                                    | 0         | 0         | 0                                    | 0         | 0             | 0                                    | 0             | 0+2       | 0+0                                  | 0+0       | 7         | 0                                    | 0         |
| 22       | Anglia              | V        | Kyle Bartley     | 5         | 0                                    | 0         | 1         | 0                                    | 0         | 0             | 0                                    | 0             | 0+0       | 0+0                                  | 0+0       | 6         | 0                                    | 0         |
| 5        | Bosznia-Hercegovina | V        | Saša Papac       | 2         | 0                                    | 1         | 0         | 0                                    | 0         | 0             | 0                                    | 0             | 2+0       | 0+0                                  | 0+0       | 4         | 0                                    | 1         |
| 16       | Skócia              | V        | Steven Whittaker | 4         | 0                                    | 0         | 0         | 0                                    | 0         | 0             | 0                                    | 0             | 0+0       | 0+0                                  | 0+0       | 4         | 0                                    | 0         |
| 8        | Észak-Írország      | KP       | Steven Davis     | 3         | 0                                    | 0         | 0         | 0                                    | 0         | 1             | 0                                    | 0             | 0+0       | 0+0                                  | 0+0       | 4         | 0                                    | 0         |
| 24       | Algéria             | V        | Madzsíd Búgera   | 0         | 0                                    | 0         | 0         | 0                                    | 0         | 0             | 0                                    | 0             | 1+0       | 0+0                                  | 1+0       | 1         | 0                                    | 1         |
| 14       | Skócia              | KP       | Steven Naismith  | 1         | 0                                    | 0         | 0         | 0                                    | 0         | 0             | 0                                    | 0             | 1+1       | 0+0                                  | 0+0       | 3         | 0                                    | 0         |
| 4        | Skócia              | V        | Kirk Broadfoot   | 2         | 0                                    | 0         | 0         | 0                                    | 0         | 0             | 0                                    | 0             | 0+1       | 0+0                                  | 0+0       | 3         | 0                                    | 0         |
| 27       | Skócia              | V        | Gregg Wylde      | 0         | 0                                    | 1         | 0         | 0                                    | 0         | 0             | 0                                    | 0             | 0+0       | 0+0                                  | 0+0       | 0         | 0                                    | 1         |
| 40       | Észak-Írország      | KP       | Andrew Mitchell  | 2         | 0                                    | 0         | 0         | 0                                    | 0         | 0             | 0                                    | 0             | 0+0       | 0+0                                  | 0+0       | 2         | 0                                    | 0         |
| 23       | Skócia              | V        | Jordan McMillan  | 2         | 0                                    | 0         | 0         | 0                                    | 0         | 0             | 0                                    | 0             | 0+0       | 0+0                                  | 0+0       | 2         | 0                                    | 0         |
| 41       | Skócia              | KP       | Rhys McCabe      | 2         | 0                                    | 0         | 0         | 0                                    | 0         | 0             | 0                                    | 0             | 0+0       | 0+0                                  | 0+0       | 2         | 0                                    | 0         |
| 17       | Spanyolország       | KP       | Juanma Ortiz     | 1         | 0                                    | 0         | 0         | 0                                    | 0         | 0             | 0                                    | 0             | 0+1       | 0+0                                  | 0+0       | 2         | 0                                    | 0         |
| 15       | Észak-Írország      | CS       | David Healy      | 1         | 0                                    | 0         | 0         | 0                                    | 0         | 0             | 0                                    | 0             | 0+1       | 0+0                                  | 0+0       | 2         | 0                                    | 0         |
| 28       | Franciaország       | CS       | Salim Kerkar     | 2         | 0                                    | 0         | 0         | 0                                    | 0         | 0             | 0                                    | 0             | 0+0       | 0+0                                  | 0+0       | 2         | 0                                    | 0         |
| 19       | Nigéria             | KP       | Sone Aluko       | 1         | 0                                    | 0         | 1         | 0                                    | 0         | 0             | 0                                    | 0             | 0+0       | 0+0                                  | 0+0       | 2         | 0                                    | 0         |
| 9        | Horvátország        | CS       | Nikica Jelavić   | 1         | 0                                    | 0         | 0         | 0                                    | 0         | 0             | 0                                    | 0             | 1+0       | 0+0                                  | 0+0       | 2         | 0                                    | 0         |
| 12       | Skócia              | V        | Lee Wallace      | 1         | 0                                    | 0         | 0         | 0                                    | 0         | 0             | 0                                    | 0             | 1+0       | 0+0                                  | 0+0       | 2         | 0                                    | 0         |
| 26       | Skócia              | KP       | Jamie Ness       | 1         | 0                                    | 0         | 0         | 0                                    | 0         | 0             | 0                                    | 0             | 0+0       | 0+0                                  | 0+0       | 1         | 0                                    | 0         |
| 32       | Skócia              | V        | Ross Perry       | 1         | 0                                    | 0         | 0         | 0                                    | 0         | 0             | 0                                    | 0             | 0+0       | 0+0                                  | 0+0       | 1         | 0                                    | 0         |
| 21       | USA                 | KP       | Alejandro Bedoya | 1         | 0                                    | 0         | 0         | 0                                    | 0         | 0             | 0                                    | 0             | 0+0       | 0+0                                  | 0+0       | 1         | 0                                    | 0         |
| Összesen | Összesen            | Összesen | Összesen         | 65        | 2                                    | 4         | 5         | 0                                    | 0         | 2             | 0                                    | 0             | 8+6       | 0+0                                  | 1+0       | 86        | 2                                    | 5         |